# New Zealand Women’s Sevens 2020
New Zealand Women’s Sevens 2020 – pierwsza edycja wchodzącego w skład World Rugby Women’s Sevens Series turnieju New Zealand Women’s Sevens przeznaczonego dla żeńskich reprezentacji narodowych w rugby 7. Odbyła się w dniach 25–26 stycznia 2020 roku na FMG Stadium Waikato w Hamilton będąc czwartym turniejem sezonu 2019/2020.

## Informacje ogólne
Rozegrane wraz z turniejem męskim na FMG Stadium Waikato zawody były czwartym turniejem sezonu 2019/2020 World Rugby Women’s Sevens Series i wzięło w nich udział dwanaście reprezentacji – jedenastu stałych uczestników cyklu oraz zaproszona reprezentacja Chin. Podział na grupy oraz rozkład gier zostały opublikowane przez World Rugby w grudniu 2019 roku. Z uwagi na konieczność rozegrania obu turniejów w ciągu dwóch dni system rozgrywek został zmieniony poprzez usunięcie meczów ćwierćfinałowych – drużyny rywalizowały zatem w pierwszej fazie systemem kołowym podzielone na trzy czterozespołowe grupy, po czym cztery najlepsze awansowały do półfinałów, a pozostałe osiem walczyło o poszczególne miejsca. Składy i charakterystyki zespołów oraz sędziowie zawodów.
W pierwszym dniu dwa zwycięstwa odniosły Nowa Zelandia, Kanada, Australia, Stany Zjednoczone i Francja, dwie pierwsze spotkały się następnie w finale. Podobnie jak w sześciu poprzednich pojedynkach na tym etapie rozgrywek górą okazały się Nowozelandki wygrywając tym samym trzeci turniej z rzędu w tym sezonie. Najwięcej punktów i przyłożeń zdobyły przedstawicielki triumfatorek, Michaela Blyde i Stacey Fluhler, pierwsza z nich otrzymała dodatkowo wyróżnienie DHL Impact Player, zaś druga została uznana najlepszą zawodniczką finału.
Ceny dwudniowych wejściówek kształtowały się w zakresie od 20 (dziecięce) do 107 NZD, a na stadionie zjawiło się osiemnaście tysięcy widzów w sobotę i blisko dwadzieścia tysięcy w niedzielę.

## Faza grupowa

### Grupa A
| 25 stycznia 202010:58 | Fidżi | 26:19 | Anglia | FMG Stadium Waikato, Hamilton |
| 25 stycznia 202010:58 |       | 26:19 |        | FMG Stadium Waikato, Hamilton |

| 25 stycznia 202011:20 | Nowa Zelandia | 40:7 | Chiny | FMG Stadium Waikato, Hamilton |
| 25 stycznia 202011:20 |               | 40:7 |       | FMG Stadium Waikato, Hamilton |

| 25 stycznia 202016:36 | Fidżi | 12:17 | Chiny | FMG Stadium Waikato, Hamilton |
| 25 stycznia 202016:36 |       | 12:17 |       | FMG Stadium Waikato, Hamilton |

| 25 stycznia 202016:58 | Nowa Zelandia | 40:7 | Anglia | FMG Stadium Waikato, Hamilton |
| 25 stycznia 202016:58 |               | 40:7 |        | FMG Stadium Waikato, Hamilton |

| 26 stycznia 202010:13 | Anglia | 31:0 | Chiny | FMG Stadium Waikato, Hamilton |
| 26 stycznia 202010:13 |        | 31:0 |       | FMG Stadium Waikato, Hamilton |

| 26 stycznia 202010:35 | Nowa Zelandia | 38:21 | Fidżi | FMG Stadium Waikato, Hamilton |
| 26 stycznia 202010:35 |               | 38:21 |       | FMG Stadium Waikato, Hamilton |

### Grupa B
| 25 stycznia 202010:14 | Stany Zjednoczone | 19:12 | Rosja | FMG Stadium Waikato, Hamilton |
| 25 stycznia 202010:14 |                   | 19:12 |       | FMG Stadium Waikato, Hamilton |

| 25 stycznia 202010:36 | Australia | 24:14 | Brazylia | FMG Stadium Waikato, Hamilton |
| 25 stycznia 202010:36 |           | 24:14 |          | FMG Stadium Waikato, Hamilton |

| 25 stycznia 202015:52 | Stany Zjednoczone | 34:7 | Brazylia | FMG Stadium Waikato, Hamilton |
| 25 stycznia 202015:52 |                   | 34:7 |          | FMG Stadium Waikato, Hamilton |

| 25 stycznia 202016:14 | Australia | 40:12 | Rosja | FMG Stadium Waikato, Hamilton |
| 25 stycznia 202016:14 |           | 40:12 |       | FMG Stadium Waikato, Hamilton |

| 26 stycznia 202009:29 | Rosja | 24:14 | Brazylia | FMG Stadium Waikato, Hamilton |
| 26 stycznia 202009:29 |       | 24:14 |          | FMG Stadium Waikato, Hamilton |

| 26 stycznia 202009:51 | Australia | 19:14 | Stany Zjednoczone | FMG Stadium Waikato, Hamilton |
| 26 stycznia 202009:51 |           | 19:14 |                   | FMG Stadium Waikato, Hamilton |

### Grupa C
| 25 stycznia 202009:30 | Francja | 31:7 | Hiszpania | FMG Stadium Waikato, Hamilton |
| 25 stycznia 202009:30 |         | 31:7 |           | FMG Stadium Waikato, Hamilton |

| 25 stycznia 202009:52 | Kanada | 24:7 | Irlandia | FMG Stadium Waikato, Hamilton |
| 25 stycznia 202009:52 |        | 24:7 |          | FMG Stadium Waikato, Hamilton |

| 25 stycznia 202015:08 | Francja | 35:7 | Irlandia | FMG Stadium Waikato, Hamilton |
| 25 stycznia 202015:08 |         | 35:7 |          | FMG Stadium Waikato, Hamilton |

| 25 stycznia 202015:30 | Kanada | 35:5 | Hiszpania | FMG Stadium Waikato, Hamilton |
| 25 stycznia 202015:30 |        | 35:5 |           | FMG Stadium Waikato, Hamilton |

| 26 stycznia 202008:45 | Hiszpania | 14:7 | Irlandia | FMG Stadium Waikato, Hamilton |
| 26 stycznia 202008:45 |           | 14:7 |          | FMG Stadium Waikato, Hamilton |

| 26 stycznia 202009:07 | Kanada | 21:19 | Francja | FMG Stadium Waikato, Hamilton |
| 26 stycznia 202009:07 |        | 21:19 |         | FMG Stadium Waikato, Hamilton |

## Faza pucharowa

### Cup
|  |                  |               |               |                   |    |        |        |       |
|  | Półfinały        | Półfinały     | Półfinały     |                   |    | Finał  | Finał  | Finał |
|  | Półfinały        | Półfinały     | Półfinały     |                   |    | Finał  | Finał  | Finał |
|  | 26 stycznia 2020 |               |               |                   |    |        |        |       |
|  |                  |               |               |                   |    |        |        |       |
|  | Australia        | Australia     | 19            |                   |    |        |        |       |
|  | Australia        | Australia     | 19            | 26 stycznia 2020  |    |        |        |       |
|  | Kanada           | Kanada        | 28            |                   |    |        |        |       |
|  | Kanada           | Kanada        | 28            |                   |    | Kanada | Kanada | 7     |
|  | 26 stycznia 2020 |               |               |                   |    | Kanada | Kanada | 7     |
|  |                  |               | Nowa Zelandia | Nowa Zelandia     | 24 |        |        |       |
|  | Nowa Zelandia    | Nowa Zelandia | Nowa Zelandia | Nowa Zelandia     | 24 | 19     |        |       |
|  | Nowa Zelandia    | Nowa Zelandia |               |                   |    |        |        |       |
|  | Francja          | Francja       | 7             |                   |    |        |        |       |
|  | Francja          | Francja       | 7             | Mecz o 3. miejsce |    |        |        |       |
|  |                  |               |               |                   |    |        |        |       |
|  | 26 stycznia 2020 |               |               |                   |    |        |        |       |
|  |                  |               |               |                   |    |        |        |       |
|  | Australia        | Australia     | 14            |                   |    |        |        |       |
|  | Australia        | Australia     | 14            |                   |    |        |        |       |
|  | Francja          | Francja       | 19            |                   |    |        |        |       |
|  | Francja          | Francja       | 19            |                   |    |        |        |       |

| 26 stycznia 202015:36 | Australia | 19:28 | Kanada | FMG Stadium Waikato, Hamilton |
| 26 stycznia 202015:36 |           | 19:28 |        | FMG Stadium Waikato, Hamilton |

| 26 stycznia 202015:58 | Nowa Zelandia | 19:7 | Francja | FMG Stadium Waikato, Hamilton |
| 26 stycznia 202015:58 |               | 19:7 |         | FMG Stadium Waikato, Hamilton |

| 26 stycznia 202020:26 | Kanada | 7:24 | Nowa Zelandia | FMG Stadium Waikato, Hamilton |
| 26 stycznia 202020:26 |        | 7:24 |               | FMG Stadium Waikato, Hamilton |

| 26 stycznia 202019:37 | Australia | 14:19 | Francja | FMG Stadium Waikato, Hamilton |
| 26 stycznia 202019:37 |           | 14:19 |         | FMG Stadium Waikato, Hamilton |

### Mecz o miejsca 5–6
| 26 stycznia 202015:14 | Stany Zjednoczone | 45:5 | Anglia | FMG Stadium Waikato, Hamilton |
| 26 stycznia 202015:14 |                   | 45:5 |        | FMG Stadium Waikato, Hamilton |

### Mecz o miejsca 7–8
| 26 stycznia 202014:52 | Fidżi | 21:26 | Rosja | FMG Stadium Waikato, Hamilton |
| 26 stycznia 202014:52 |       | 21:26 |       | FMG Stadium Waikato, Hamilton |

### Mecz o miejsca 9–10
| 26 stycznia 202014:30 | Hiszpania | 0:31 | Chiny | FMG Stadium Waikato, Hamilton |
| 26 stycznia 202014:30 |           | 0:31 |       | FMG Stadium Waikato, Hamilton |

### Mecz o miejsca 11–12
| 26 stycznia 202014:08 | Brazylia | 19:26 | Irlandia | FMG Stadium Waikato, Hamilton |
| 26 stycznia 202014:08 |          | 19:26 |          | FMG Stadium Waikato, Hamilton |

## Klasyfikacja końcowa
| Miejsce | Reprezentacja     | Punkty |
| ------- | ----------------- | ------ |
| 1       | Nowa Zelandia     | 20     |
| 2       | Kanada            | 18     |
| 3       | Francja           | 16     |
| 4       | Australia         | 14     |
| 5       | Stany Zjednoczone | 12     |
| 6       | Anglia            | 10     |
| 7       | Rosja             | 8      |
| 8       | Fidżi             | 6      |
| 9       | Chiny             | 4      |
| 10      | Hiszpania         | 3      |
| 11      | Irlandia          | 2      |
| 12      | Brazylia          | 1      |